# Coppa del mondo di mountain bike 2008
La Coppa del mondo di mountain bike 2008 organizzata dall'Unione Ciclistica Internazionale (UCI) e supportata da Nissan, si disputò su quattro discipline: cross country (9 tappe), downhill e four-cross (7 tappe) e, in un circuito separato, marathon (3 tappe).
L'UCI annunciò, nel settembre 2007, l'annullamento della prevista terza tappa della Coppa di marathon prevista ad Innsbruck, in Austria.

## Cross country
| Data              | Luogo             | Vincitore        | Vincitrice           |
| ----------------- | ----------------- | ---------------- | -------------------- |
| 20 aprile         | Houffalize        | Julien Absalon   | Ren Chengyuan        |
| 27 aprile         | Offenburg         | Julien Absalon   | Irina Kalent'eva     |
| 4 maggio          | Madrid            | Julien Absalon   | Gunn-Rita Dahle      |
| 1º giugno         | Vallnord          | Christoph Sauser | Marga Fullana        |
| 8 giugno          | Fort William      | Florian Vogel    | Marie-Hélène Prémont |
| 26 luglio         | Mont-Sainte-Anne  | Julien Absalon   | Marie-Hélène Prémont |
| 3 agosto          | Bromont           | Julien Absalon   | Catharine Pendrel    |
| 30 agosto         | Canberra          | Ralph Näf        | Irina Kalent'eva     |
| 13 sett.          | Schladming        | Christoph Sauser | Maja Włoszczowska    |
| Classifica finale | Classifica finale | Julien Absalon   | Marie-Hélène Prémont |

## Marathon
| Data              | Luogo             | Vincitore      | Vincitrice    |
| ----------------- | ----------------- | -------------- | ------------- |
| 16 marzo          | Manavgat          | Thomas Dietsch | Pia Sundstedt |
| 10 ottobre        | Ornans            | Leonardo Paez  | Petra Henzi   |
| Classifica finale | Classifica finale | Leonardo Paez  | Pia Sundstedt |

## Downhill
| Data              | Luogo             | Vincitore         | Vincitrice      |
| ----------------- | ----------------- | ----------------- | --------------- |
| 11 maggio         | Maribor           | Sam Hill          | Sabrina Jonnier |
| 1º giugno         | Vallnord          | Gee Atherton      | Rachel Atherton |
| 8 giugno          | Fort William      | Greg Minnaar      | Tracy Moseley   |
| 26 luglio         | Mont-Sainte-Anne  | Greg Minnaar      | Rachel Atherton |
| 2 agosto          | Bromont           | Sam Hill          | Rachel Atherton |
| 31 agosto         | Canberra          | Greg Minnaar      | Tracy Moseley   |
| 14 sett.          | Schladming        | Samuel Blenkinsop | Rachel Atherton |
| Classifica finale | Classifica finale | Greg Minnaar      | Rachel Atherton |

## Four-cross
| Data              | Luogo             | Vincitore       | Vincitrice        |
| ----------------- | ----------------- | --------------- | ----------------- |
| 10 maggio         | Maribor           | Rafael Alvarez  | Anneke Beerten    |
| 1º giugno         | Vallnord          | Dan Atherton    | Anneke Beerten    |
| 7 giugno          | Fort William      | Jared Graves    | Jana Horakova     |
| 26 luglio         | Mont-Sainte-Anne  | Rafael Alvarez  | Melissa Buhl      |
| 2 agosto          | Bromont           | Rafael Alvarez  | Anneke Beerten    |
| 30 agosto         | Canberra          | Jared Graves    | Caroline Buchanan |
| 12 sett.          | Schladming        | Romain Saladini | Romana Labounkova |
| Classifica finale | Classifica finale | Rafael Alvarez  | Anneke Beerten    |